# Laune
Cet article possède un paronyme, voir Vauvert (Gard).
Pour les articles homonymes, voir Les Launes.

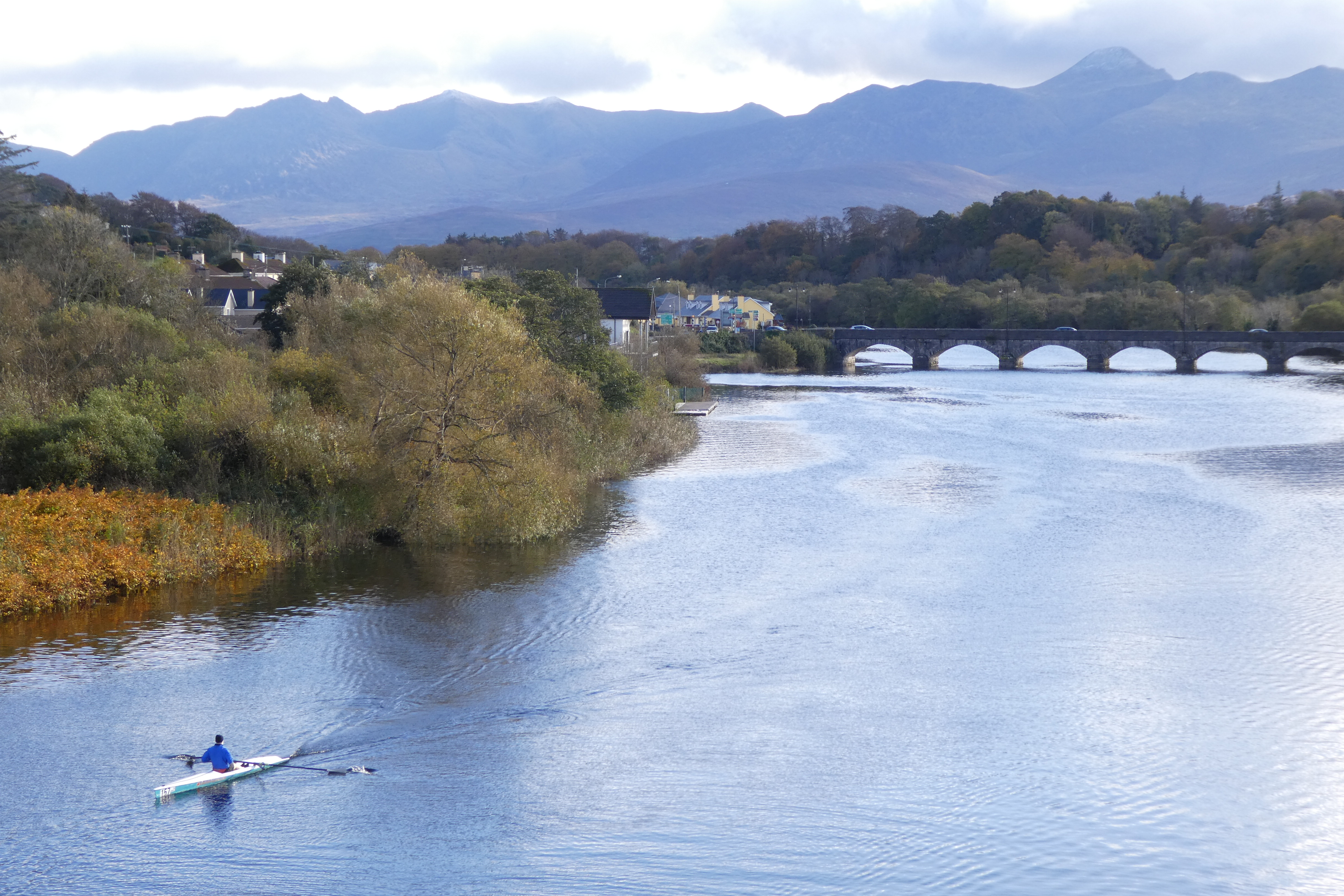
Le pont Caragh, à Killorglin, sur la Laune. Octobre 2019.

Le Laune est un fleuve situé dans le comté de Kerry en Irlande. Il naît dans un des lacs de Killarney, le Lough Leane, et continue son cours par Killorglin pour se jeter dans la baie de Dingle.